# ジュスタン・バレット
ジュスタン・バレット（Justin Balette、1852年11月3日 - 1918年1月29日）は、フランスの神父。パリ外国宣教会に所属していた。

## 生涯
1852年（嘉永5年）11月3日、フランスのオート＝ピレネー県アルシザック村で生まれる。パリ外国宣教会に入り、1876年(明治9年）12月に司祭に叙階され、翌年5月に宣教師として日本に派遣された。東京において1886年（明治19年）より1905年（明治38年）カトリック本所教会焼き討ちまで同教会の初代主任司祭を務めるなど、布教活動に従事するかたわら、教会の隣接地に置かれた公同仏語学校でフランス語を教えた。教師は彼一人という小規模な学校であったが、授業は直接教授法という独自のものであったという。1918年（大正7年）1月29日死去。